# Sigurd Kappe
Sigurd Kappe (nórdico antiguo: Sigurðr Kápa, en Fagrskinna también llamado Sigurd Hvide o Sigurd el Blanco) es un personaje que aparece en la saga Jomsvikinga y Heimskringla, un vikingo del siglo X hijo del jarl Vesete. 
Sigurd y su hermano Búi organizaron una flota con varias naves y se dirigieron a Jomsborg para unirse a los jomsvikings, donde Búi murió en la batalla de Hjörungavágr. Sigurd era considerado un hombre con suerte (hamingja) de quien se dice que muchos hombres descienden de su matrimonio con Tove, hija de Harald el Estirado de Escania. Tras reclamar su herencia en Dinamarca, el matrimonio fue considerado como bueno a su regreso.
Según la saga Jomsvikinga, tras el fin de la hermandad de los jomsvikings, Sigurd regresó a Bornholm donde se dedicó a cuidar su patrimonio. En las piedras rúnicas de la iglesia de Nylars, aparece una inscripción en el pórtico sobre Kaabe-Sven que pudo ser hijo o nieto de Sigurd, pero las sagas están llenas de conjeturas y vacíos que hacen difícil corroborar la historia y diferenciarla de la leyenda.